# Триполи (Парма)
Триполи (итал. Tripoli) је насеље у Италији у округу Парма, региону Емилија-Ромања.
Према процени из 2011. у насељу је живело 24 становника. Насеље се налази на надморској висини од 92 м.